# Christophe Bonvin
Christophe Bonvin (ur. 14 lipca 1965) – piłkarz szwajcarski grający na pozycji prawego pomocnika.

## Kariera klubowa
Karierę piłkarską Bonvin rozpoczął w zespole FC Sion. W sezonie 1982/1983 zadebiutował w jego barwach w rozgrywkach pierwszej lidze szwajcarskiej. Swój pierwszy sukces z tym klubem osiągnął w sezonie 1985/1986, gdy sięgnął ze Sionem po Puchar Szwajcarii. W 1988 roku odszedł ze Sionu i został zawodnikiem innego pierwszoligowca, Servette FC. Tam grał przez dwa lata, a w 1990 roku ponownie zmienił barwy klubowe stając się piłkarzem Neuchâtel Xamax. Z kolei w Neuchâtel występował przez trzy sezony, ale podobnie jak w Servette, nie osiągnął sukcesów w lidze i pucharze kraju. W 1993 roku wrócił do Sionu. W 1995 roku wywalczył z nim krajowy puchar, a w 1996 roku obronił to trofeum. W sezonie 1996/1997 sięgnął po dublet - mistrzostwo i puchar. Po sezonie zdecydował się zakończyć piłkarską karierę. Liczył sobie wówczas 32 lata.

## Kariera reprezentacyjna
W reprezentacji Szwajcarii Bonvin zadebiutował 19 maja 1987 roku w wygranym 1:0 towarzyskim meczu z Izraelem. W 1996 roku został powołany przez selekcjonera Artura Jorge do kadry na ten turniej. Tam wystąpił we dwóch spotkaniach: z Anglią (1:1) i ze Szkocją (0:1). Ostatni mecz w kadrze narodowej rozegrał w listopadzie tamtego roku przeciwko Norwegii (0:1), a łącznie rozegrał w niej 45 spotkań i zdobył 8 bramek.